# Lidhults kyrka
Lidhults kyrka är en kyrkobyggnad i Lidhult som tillhör Lidhults församling i Växjö stift. 

## Den tidigare kyrkan
År 1721 stod en ny träkyrka av liggande bilat timmer klar i Lidhult och den användes fram till dess Lidhults nuvarande kyrka togs i bruk 1879. Altaruppsatsen var 1747 tillverkad av Sven Segervall, Växjö. 
Det allra mesta av Lidhults gamla kyrkas inredning, utsmyckning, plank, bräder med mera auktionerades bort och såldes. En stor del av virket användes av en bonde till ett nytt boningshus i Prosteköp, Lidhult. På 1940-talet arbetade dåvarande landsantikvarien i Halland, Erik Salvén, hårt för att föra tillbaka och återsamla kyrkans alla inventarier. Boningshuset i Prosteköp inköptes med insamlade medel och monterades ner. Andra delar av Lidhults gamla kyrka återfanns både inom landet och utomlands. 1949 återuppstod kyrkobyggnaden som S:t Olofs kapell, Tylösand.

## Kyrkobyggnaden
Nuvarande kyrka invigdes 1880 och uppfördes enligt Johan Adolf Hawermans ritningar . 
Kyrkan  som är byggd  i sten i  historieserande  blandstil  består av ett rektangulärt  långhus  med kor  och en bakomliggande halvrund sakristia. Tornbyggnaden är försedd med en svängd huv med infällda urtavlor. Den slutna  åttakantiga lanterninen  avslutas med en spira som kröns av ett kors.
Kyrkan har genomgått 3 större renoveringar, den senaste 1992–1993. Vid renoveringen 1929-30 som utfördes efter förslag av arkitekt Paul Boberg förändrades koret radikalt. Den förut vida koret  som tidigare varit rikt utsmyckat  med  en altaruppställning  samt en skärm som avgränsade mot den bakomliggande sakristian förminskades. Ett  absid liknande kor byggdes.  Altaruppställningen ersattes av ett medeltida  triumfkrucifix. 

## Inventarier
- Triumfkrucifix  daterat till  mitten av 1300-talet.Krucifixet har sin plats i koret.
- Dopfunt med medeltida fot.
- Sankt Olofs  bild från medeltiden.
- Primklocka.
- Predikstol  i nyklassicistisk   stil. Den har en  sexsidig korg prydd med förgyllda symboler och försedda med ljudtak.
- Tidigare altartavla utförd av Ludvig Frid.
- Bänkinredning  med dörrar mot mittgången.
- Orgelläktare med utsvängt mittstycke.

## Orglar
- 1879 byggdes en orgel av Johannes Andersson i Långaryd med 18 stämmor.
- Den nuvarande mekaniska orgeln är byggd 1960 av Troels Krohn på Frederiksborgs Orgelbyggeri, Hilleröd, Danmark. Den renoverades 1988 av samma firma. Fasaden är från 1879 års orgel.

| Huvudverk I   | Svällverk II      | Pedal       | Koppel |
| Principal 8´  | Rörflöjt 8´       | Subbas 16´  | I/P    |
| Gedakt 8'     | Quintadena 8'     | Oktavbas 8´ | II/P   |
| Oktava 4'     | Principal 4'      | Nathorn 4´  | II/I   |
| Rörflöjt 4'   | Gedaktflöjt 4'    | Fagott 16'  |        |
| Oktava 2'     | Blockflöjt 2'     | Trumpet 4'  |        |
| Mixtur 3 chor | Sivflöjt 1'       |             |        |
| Rankett 16'   | Cymbel 3 chor     |             |        |
|               | Krumhorn 8'       |             |        |
|               | Crescendosvällare |             |        |